# Marie Claire van Stevens
Marie Claire van Stevens, född 22 maj 1948, är en belgisk bågskytt. Hon deltog vid olympiska sommarspelen 1984.